# Log Lane Village
Log Lane Village es un pueblo ubicado en el condado de Morgan en el estado estadounidense de Colorado. En el Censo de 2010 tenía una población de 873 habitantes y una densidad poblacional de 1.230,17 personas por km².

## Geografía
Log Lane Village se encuentra ubicado en las coordenadas 40°16′13″N 103°49′46″O / 40.27028, -103.82944. Según la Oficina del Censo de los Estados Unidos, Log Lane Village tiene una superficie total de 0.71 km², de la cual 0.71 km² corresponden a tierra firme y (0%) 0 km² es agua.

## Demografía
Según el censo de 2010, había 873 personas residiendo en Log Lane Village. La densidad de población era de 1.230,17 hab./km². De los 873 habitantes, Log Lane Village estaba compuesto por el 71.59% blancos, el 0.34% eran afroamericanos, el 0.46% eran amerindios, el 0% eran asiáticos, el 0.11% eran isleños del Pacífico, el 25.09% eran de otras razas y el 2.41% pertenecían a dos o más razas. Del total de la población el 50.06% eran hispanos o latinos de cualquier raza.